# West Wickham, Cambridgeshire
West Wickham är en ort och civil parish i Storbritannien.   Den ligger i distriktet South Cambridgeshire i grevskapet Cambridgeshire i riksdelen England, i den sydöstra delen av landet, 80 km norr om huvudstaden London. West Wickham ligger 104 meter över havet och antalet invånare är 423.
Terrängen runt West Wickham är platt. Runt West Wickham är det ganska tätbefolkat, med 199 invånare per kvadratkilometer. Närmaste större samhälle är Cambridge, 18,6 km nordväst om West Wickham. Trakten runt West Wickham består till största delen av jordbruksmark.